# Hakha Chin
Hakha Chin ist eine Sprache, die vom Volk der Chin aus dem Westen Myanmars gesprochen wird.

## Sprachfamilie
Hakha Chin ist eine tibeto-birmanische Sprache, die eng mit den Kachin-Sprachen verwandt ist. Auch die Sprache der Naga ist mit Hakha Chin verwandt.

## Dialekte und Arten

Der Chin-Staat im Westen Myanmars, Heimat der meisten Hakha Chin-Sprecher.

Es gibt vier Dialekte des Hakha Chins:
- nördlich: Thādo, Soktē, Siyin, Rāltē, Paitē
- zentral: Tashōn, Lai, Lakher, Lushai, Banjōgi
- Old Kuki: Rāngkhōl, Bētē, Hallām, Langrom, Mhār (weitere kleinere).
- südlich (dem Birmanischen näher stehend): Chinmē, Welaung, Chinbōk, Yindu, Chnbō, Khami und der größte Stamm: Khyang (oder Shö). Im kolonialen Birma die Anu, Kun, Pallaing und Sak.

## Verbreitung
140.000 der insgesamt 165.000 Sprecher leben in Myanmar. Sie gehören zum größten Teil dem Chin-Volk an, das weitestgehend im Chin-Staat siedelt. Dieser Chin-Staat ist eine Verwaltungseinheit im Westen des Staates Myanmars. Die größten Städte des Verbreitungsgebietes sind die Hauptstadt des Chin-Staates Hakha sowie die Städte Thantlang und Maputi. Außerdem gibt es auch einige Sprecher in Indien.

## Verwendung
Hakha-Chin wird im Chin-Staat im alltäglichen Leben verwendet. Außerdem gibt es eine Bibelübersetzung in Hakha Chin und es gibt im Internet einen Englisch-Hakha Chin Übersetzer.